# Vernis de Pasto
Le vernis de Pasto est une technique artisanale indigène très ancienne et typique de la ville de San Juan de Pasto, dans le sud de la Colombie. Il est généralement utilisé pour décorer des objets en bois avec la résine obtenue à partir d'un arbre appelé mopa mopa (Elaeagia pastoensis mora) se trouvant dans les forêts andines et dans la forêt de Putumayo.

## Origines
Une grande partie des études sur le vernis de Pasto remontent à l'époque de la colonisation espagnole des Amériques.  Les premières notes datent de 1543, faisant référence à la qualité de ces produits et du patient ouvrage effectué. Lors d'un de ses voyages entre 1756 et 1767, le frère Juan de Santa Gertrudis consacre plusieurs pages, dans son livre Maravillas de la naturalezai, pour expliquer le processus ancien de vernis appliqué sur des objets en bois.
Si à l'arrivée des Espagnols cet art s'exerçait jusqu'en Équateur, ce métier est dorénavant en voie de disparition en raison de la grande taille des arbres mopa mopa et du manque de programmes pour la prolifération de sa culture.
Les connaissances et techniques traditionnelles associées au vernis de Pasto mopa-mopa de Putumayo et Nariño sont inscrites sur la liste du patrimoine immatériel nécessitant une sauvegarde urgente en décembre 2020.

## Utilisation

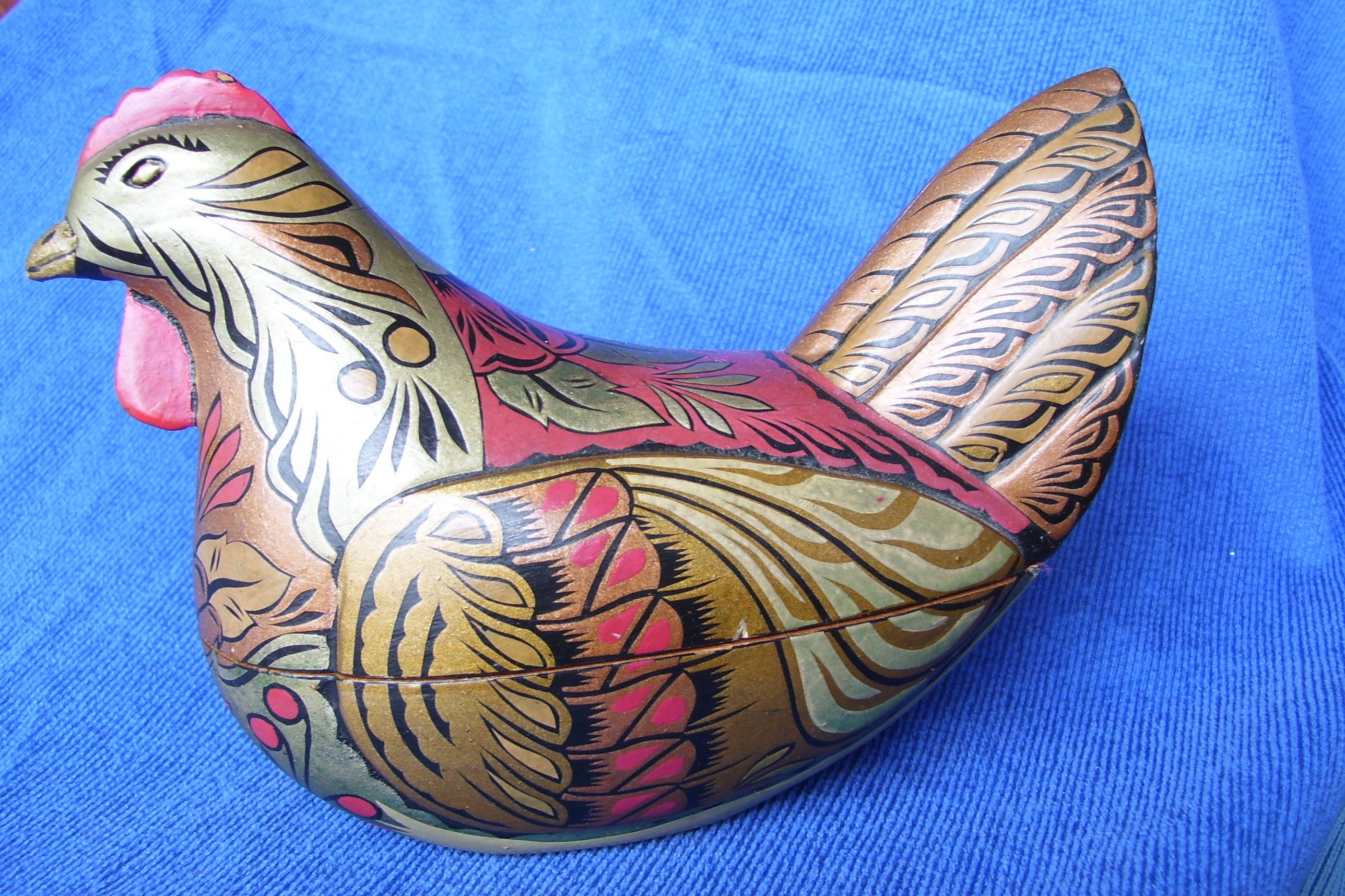
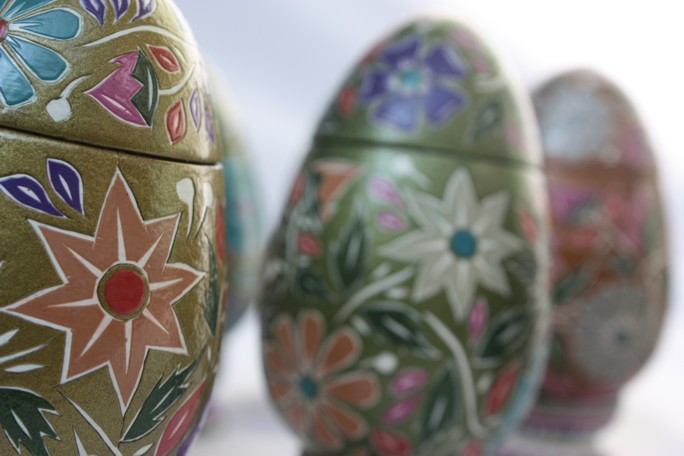
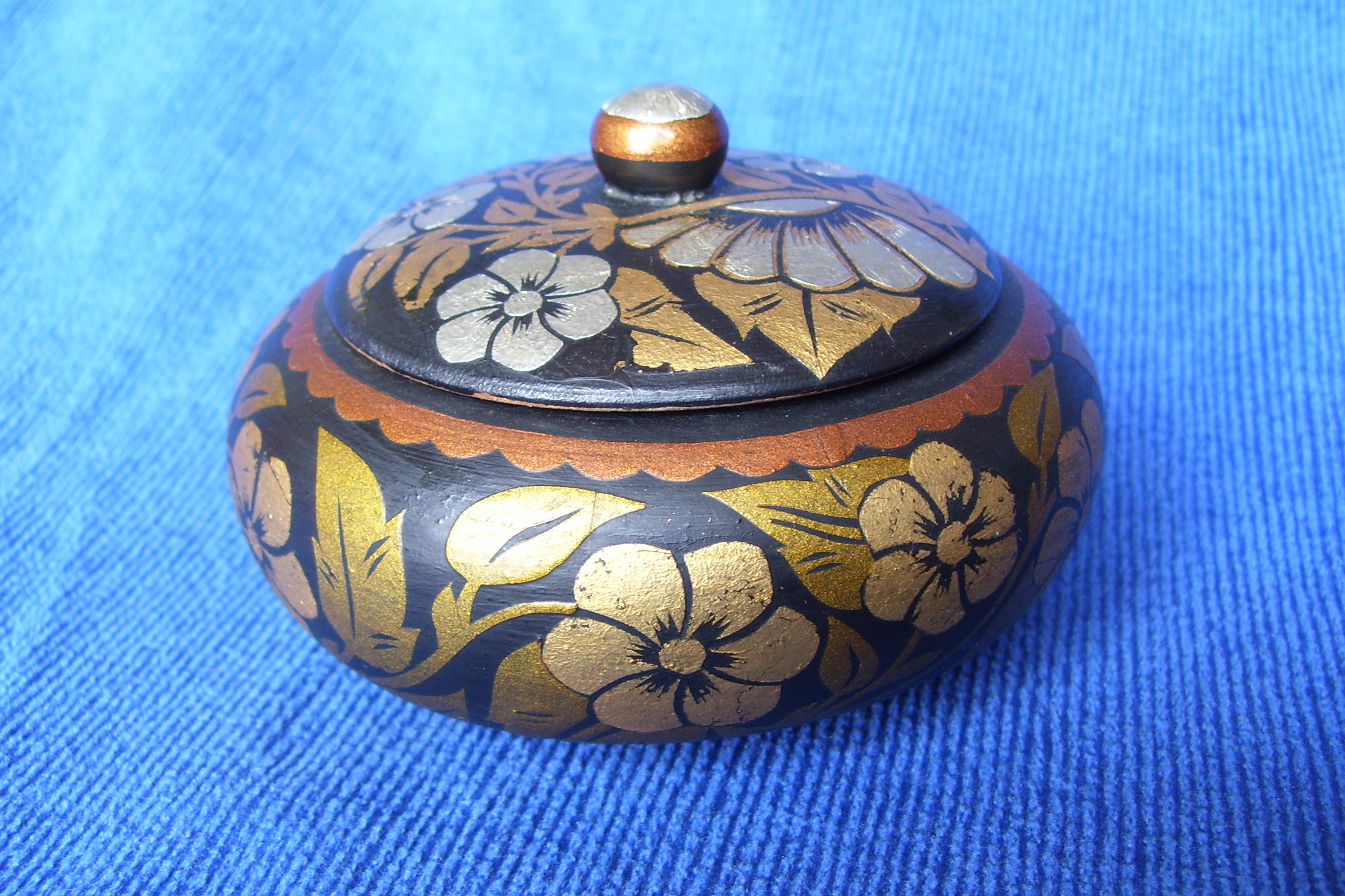
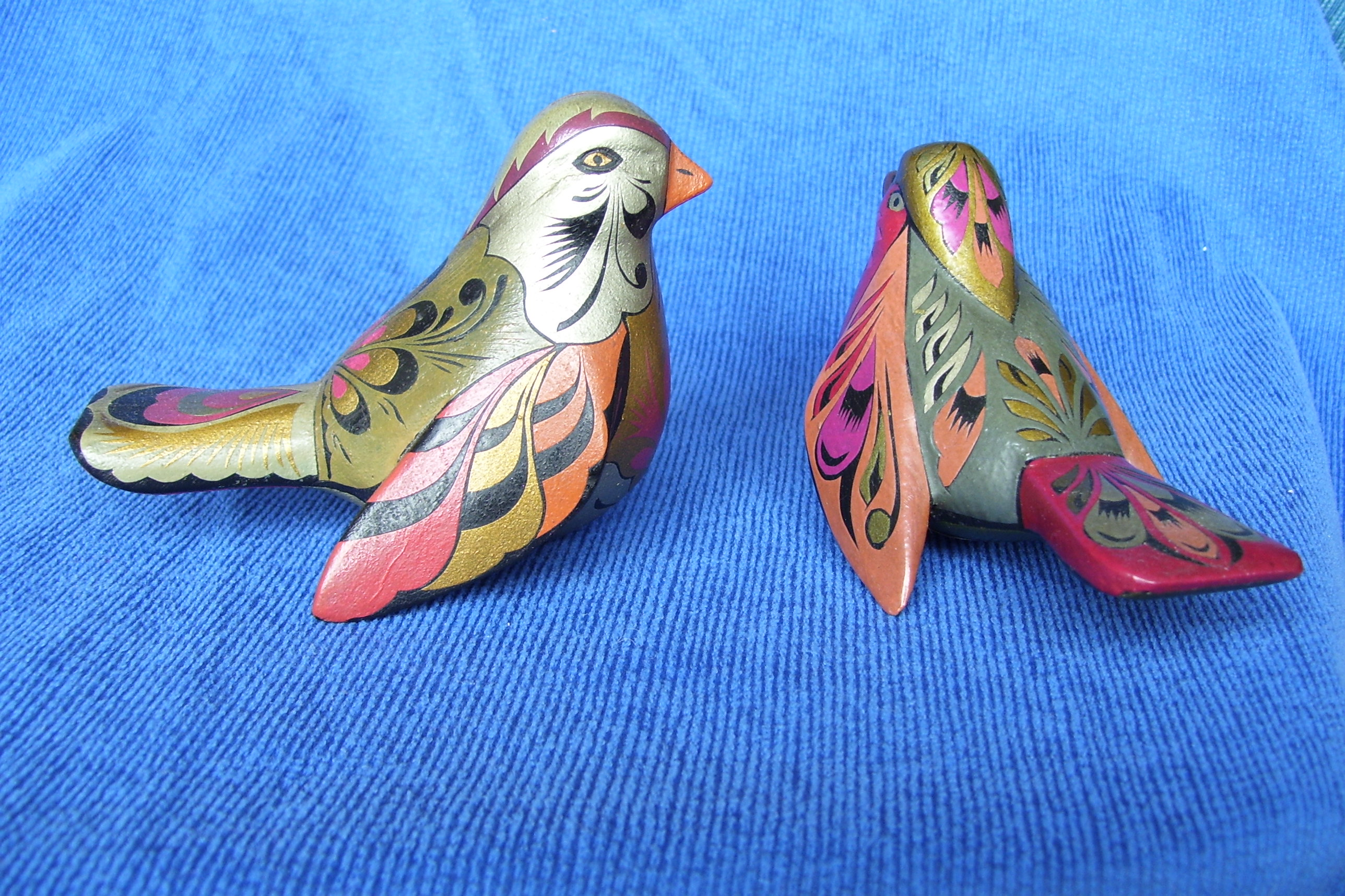
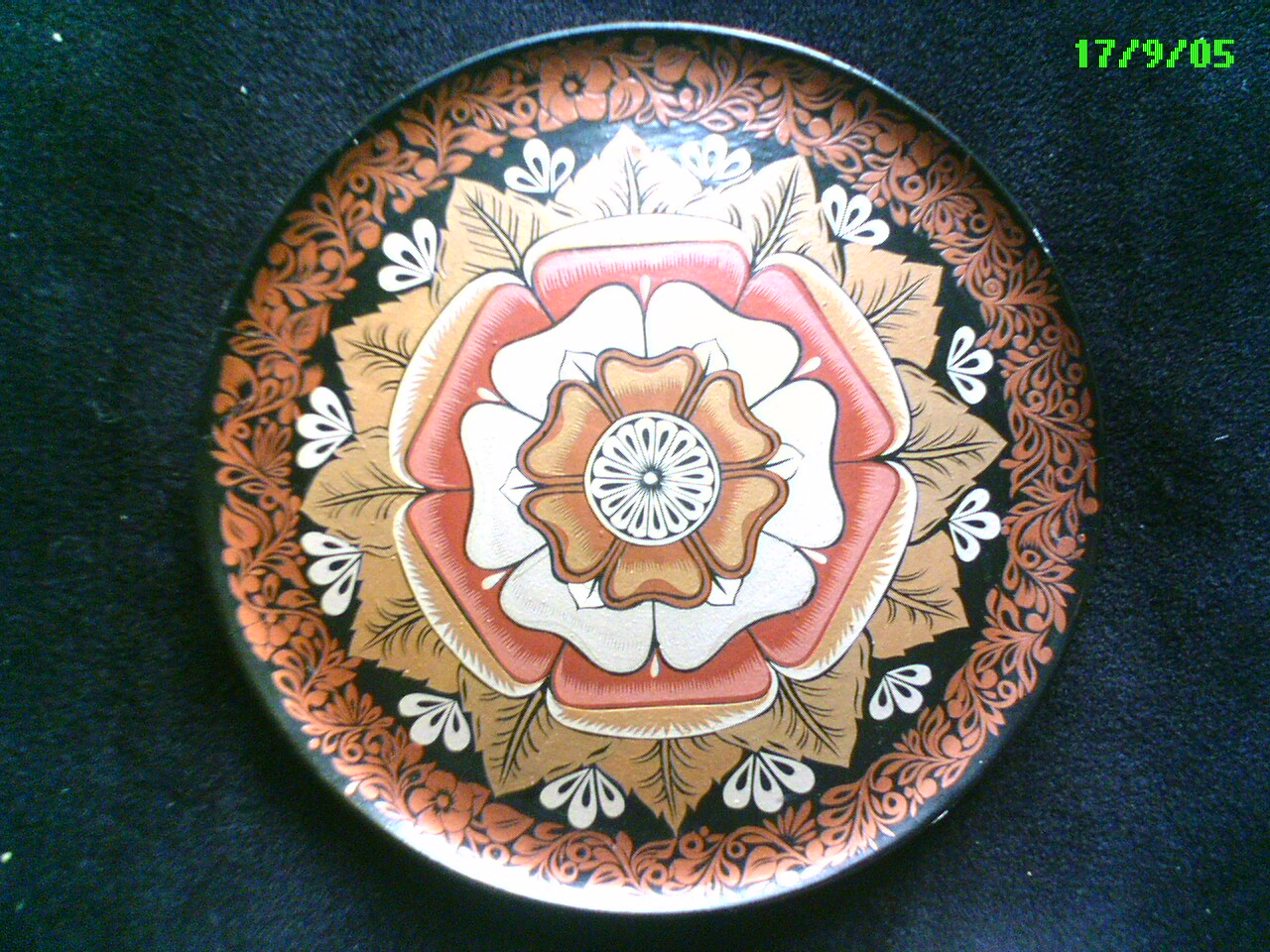